# Тир, Теобальд
Тир (Thier) Теобальд (12 апреля 1897, Штутгарт — 12 июля 1949, Краков), функционер НСДАП и СС, один из руководителей оккупационного режима в Польше, Норвегии и СССР, бригадефюрер СС и генерал-майор полиции (9 ноября 1942).

## Биография
Участник Первой мировой войны, лейтенант, командир роты. За отличия награждён Железным крестом 2-го класса. Участник Пивного путча. В 1920-х годах проживал в Чили занимался фермерством. Активно участвовал в местном нацистском движении. В феврале 1923 года вступил в НСДАП, после запрещения партии отошел от партийной работы и вторично вступил в неё в мае 1933 (билет № 1 744 848). В мае 1935 вступил в СС (билет № 250 198). С июня 1935 адъютант группенфюрера СС Ганса Прютцмана. С марта 1936 командир 1-го штурмбанна 13-го штандарта СС. 1 мая 1937 года был зачислен в 65-й пехотный полк в чине лейтенанта. С 30 апреля 1937 по 10 мая 1939 командир 55-го штандарта СС «Везер», с 1 ноября 1938 по 1 августа 1939 исполнял обязанности командира 17-го абшнита СС (Мюнстер).
С 20 мая 1939 командир 15-го абшнита СС (Альтона). 9 октября 1939 Тир был назначен начальником штаба высшего руководителя СС и полиции «Данциг — Западная Пруссия», где он получил опыт организации борьбы против польского сопротивления. В июне 1941 года назначен в специальный штаб Пауля Вегенера в Норвегии. В декабре 1941 переведен в Главное управление имперской безопасности, а в апреле 1942 года в ведомство высшего руководителя СС и полиции «Восток».
С 14 ноября 1942 года руководитель СС и полиции района «Кавказ — Кубань». 3 мая 1943 переведен на такой же пост в район «Керчь — Тамань». В июле — ноябре 1943 года на территории Крыма существовала ещё одна, параллельная Генеральному округу Таврия-Крым, система военно-полицейских структур. Она была создана после начала боёв за Таманский полуостров для охраны тыла сражавшихся там войск и для обеспечения бесперебойного сообщения между Чёрным и Азовским морями. Однако, помимо территорий на Кубани, власть её руководителей распространялась также и на город Керчь с прилегающей округой (до 15 км в радиусе). Полицейским обеспечением тут занимался фюрер СС и полиции «Керчь — Таманский полуостров» (SSPf Kertsch — Tamanhalbinsel) СС-бригадефюрер Теобальд Тир. Это должностное лицо не зависело от военно-полицейской администрации на территории Крыма и обладало равными с ней правами. В ноябре — декабре 1943 года, после эвакуации Кубанского плацдарма и высадки советских войск на Керченском полуострове пост были ликвидированы за ненадобностью, а персонал передан в другие структуры.
Тир один из организаторов нацистского террора на оккупированных территориях СССР, участвовал в создании антисоветских формирований из граждан СССР. 29 июля 1943 года переведен в Польшу и назначен руководителем СС и полиции в Лемберге (Львов), участвовал в ликвидации концлагеря Яновский, а 1 марта переведен в Краков. Участвовал в организации депортаций евреев в лагеря смерти. 19 января 1945 отозван в Германию. В мае 1945 арестован и затем передан польским властям. Осуждён к смертной казни в Кракове, умер в тюрьме.

## Звания
| СС и полицейские звания | СС и полицейские звания                  |
| Дата                    | Звонок                                   |
| ----------------------- | ---------------------------------------- |
| Май 1935 г.             | СС-оберштурмфюрер                        |
| Апрель 1936 г.          | СС-гауптштурмфюрер                       |
| Май 1937 г.             | СС-штурмбаннфюрер                        |
| Апрель 1938 г.          | СС-оберштурмбаннфюрер                    |
| Ноябрь 1938 г.          | Штандартенфюрер СС                       |
| Ноябрь 1940 г.          | СС-оберфюрер                             |
| Ноябрь 1942 г.          | Бригаденфюрер СС и генерал-майор полиции |

## Награды
- Железный крест (1914 г.) 2-й степени
- Знак ранения (1918)
- Застежка для Железного креста 2-й степени
- Крест военных заслуг (1939 г.) 2-й и 1-й степени с мечами
- Почетный меч рейхсфюрера СС
- Кольцо «Мёртвая голова» СС